# The High Road Tour
El The High Road Tour es la quinta gira musical de la cantante estadounidense Kesha, la cual dará promoción a su álbum High Road. La gira comenzará el 23 de abril de 2020 en Sugar Land y finalizará en Londres el 4 de julio. Sin embargo, los planes de la artista se vieron truncados debido a la pandemia de COVID-19, que le llevó a aplazar los conciertos en Estados Unidos y Canadá y cancelar los tres previstos en Reino Unido.

## Antecedentes
El 7 de enero de 2020, Kesha anuncia su próximo tour, en un video promocional en sus redes sociales, llamado "The High Road Tour", el cual tendría 26 fechas en Norteamérica y contaría con Big Freedia.

## Repertorio
TBA

## Fechas
TBA

## Fechas canceladas
| Fecha                  | Ciudad         | País           | Recinto                                      | Estado y motivo                      |
| ---------------------- | -------------- | -------------- | -------------------------------------------- | ------------------------------------ |
| Norteamérica - Etapa I |                |                |                                              |                                      |
| 23 de abril de 2020    | Sugar Land     | Estados Unidos | Smart Financial Centre at Sugar Land         | Aplazados por pandemia de COVID-19.  |
| 25 de abril de 2020    | Irving         | Estados Unidos | The Pavilon At Toyota Music Factory          | Aplazados por pandemia de COVID-19.  |
| 26 de abril de 2020    | Austin         | Estados Unidos | ACL Live at The Moody Theater                | Aplazados por pandemia de COVID-19.  |
| 29 de abril de 2020    | Phoenix        | Estados Unidos | Arizona Federal Theatre                      | Aplazados por pandemia de COVID-19.  |
| 1 de mayo de 2020      | Las Vegas      | Estados Unidos | The Pearl Concert Theater                    | Aplazados por pandemia de COVID-19.  |
| 2 de mayo de 2020      | San Diego      | Estados Unidos | Cal Coast Credit Union Open Air Theatre      | Aplazados por pandemia de COVID-19.  |
| 5 de mayo de 2020      | Los Ángeles    | Estados Unidos | The Greek Theatre                            | Aplazados por pandemia de COVID-19.  |
| 6 de mayo de 2020      | Santa Barbara  | Estados Unidos | Santa Barbara Bowl                           | Aplazados por pandemia de COVID-19.  |
| 8 de mayo de 2020      | San Francisco  | Estados Unidos | The Masonic                                  | Aplazados por pandemia de COVID-19.  |
| 9 de mayo de 2020      | San Jose       | Estados Unidos | San Jose Civic                               | Aplazados por pandemia de COVID-19.  |
| 11 de mayo de 2020     | Denver         | Estados Unidos | The Mission Ballroom                         | Aplazados por pandemia de COVID-19.  |
| 13 de mayo de 2020     | Council Bluffs | Estados Unidos | Stir Cove at Harrah’s Casino                 | Aplazados por pandemia de COVID-19.  |
| 14 de mayo de 2020     | Kansas City    | Estados Unidos | Starlight Amphitheatre                       | Aplazados por pandemia de COVID-19.  |
| 16 de mayo de 2020     | Nashville      | Estados Unidos | Ascend Amphitheater                          | Aplazados por pandemia de COVID-19.  |
| 17 de mayo de 2020     | Atlanta        | Estados Unidos | Ameris Bank Amphitheatre                     | Aplazados por pandemia de COVID-19.  |
| 19 de mayo de 2020     | Cincinnati     | Estados Unidos | PNC Pavilion at Riverbend Music Center       | Aplazados por pandemia de COVID-19.  |
| 20 de mayo de 2020     | Minneapolis    | Estados Unidos | The Armory                                   | Aplazados por pandemia de COVID-19.  |
| 22 de mayo de 2020     | Milwaukee      | Estados Unidos | Eagles Ballroom                              | Aplazados por pandemia de COVID-19.  |
| 23 de mayo de 2020     | Chicago        | Estados Unidos | Huntington Bank Pavilion at Northerly Island | Aplazados por pandemia de COVID-19.  |
| 25 de mayo de 2020     | Saint Louis    | Estados Unidos | Saint Louis Music Park                       | Aplazados por pandemia de COVID-19.  |
| 27 de mayo de 2020     | Philadelphia   | Estados Unidos | The Met Philadelphia                         | Aplazados por pandemia de COVID-19.  |
| 28 de mayo de 2020     | Nueva York     | Estados Unidos | Pier 17                                      | Aplazados por pandemia de COVID-19.  |
| 30 de mayo de 2020     | Mashantucket   | Estados Unidos | Foxwoods Resort Casino – Grand Theater       | Aplazados por pandemia de COVID-19.  |
| 31 de mayo de 2020     | Boston         | Estados Unidos | Rockland Trust Bank Pavilion                 | Aplazados por pandemia de COVID-19.  |
| 2 de junio de 2020     | Washington D.C | Estados Unidos | The Anthem                                   | Aplazados por pandemia de COVID-19.  |
| 5 de junio de 2020     | Windsor        | Canadá         | The Colosseum at Caesars Windsor             | Aplazados por pandemia de COVID-19.  |
| 7 de junio de 2020     | Nueva York     | Estados Unidos | Pier 17                                      | Aplazados por pandemia de COVID-19.  |
| Europa - Etapa I       |                |                |                                              |                                      |
| 1 de julio de 2020     | Birmingham     | Reino Unido    | Manchester Academy                           | Cancelados por pandemia de COVID-19. |
| 2 de julio de 2020     | Mánchester     | Reino Unido    | O2 Academy Birmingham                        | Cancelados por pandemia de COVID-19. |
| 4 de julio de 2020     | Londres        | Reino Unido    | Hyde Park                                    | Cancelados por pandemia de COVID-19. |